# Sister Bay
Sister Bay – wieś w Stanach Zjednoczonych, w stanie Wisconsin, w hrabstwie Door.